# Шатиловка (Могилёвская область)
Шати́ловка (бел. Шацілаўка) — деревня в составе Маслаковского сельсовета Горецкого района Могилёвской области Республики Беларусь.

## Население
- 1999 год — 9 человек
- 2010 год — 5 человек